# BMW M41
Der BMW M41 ist ein Reihenvierzylinder-Dieselmotor des Automobilherstellers BMW. Er wurde von 1994 bis 2000 produziert. Sein Nachfolger wurde 1999 der M47.
Der Motor ist der erste Vierzylinder-Dieselmotor von BMW und eine Ableitung des Reihensechszylindermotors M51, mit dem er sich 86 % der Komponenten teilt. Somit ist der M41 nicht völlig neu entwickelt.
Sein Gewicht beträgt 153 kg.

## Einsatz
M41D17
- 1,7 L (1665 cm³), 66 kW (90 PS), 190 Nm
  - 1994–2000 BMW E36 318tds